# Steve Darby
Steve Darby, all'anagrafe Stephen David Darby (Liverpool, 15 aprile 1955) è un allenatore di calcio inglese.

## Carriera

### Allenatore
Ha allenato la nazionale thailandese (di cui era anche stato vice) e quella laotiana, oltre alle nazionali femminili di Australia e Vietnam. Ha inoltre allenato nelle prime divisioni di vari Paesi asiatici (Malaysia, Singapore ed India) e nella prima divisione australiana (dal 1995 al 1998 con il Sydney Olympic).

## Palmarès

### Allenatore

#### Competizioni nazionali
- Liga Premier: 1

Johor: 1999
- Premier League (Singapore): 1

Home Farm: 2003
- Coppa di Singapore: 2

Home Farm: 2003, 2005
- Supercoppa di Malaysia: 2

Perak: 2005, 2006